# Capilla de Santa Marina, de San Matías y del Baptisterio (Mezquita-catedral de Córdoba)
La capilla de Santa Marina, de San Matías y del Baptisterio de la Mezquita-Catedral de Córdoba se encuentra ubicada entre las capillas del muro de levante del templo catedralicio cordobés.

## Historia
Aunque no se sabe con certeza, probablemente aquí se ubicó desde 1262 la capilla de Santa Marina, fundada por el tesorero de la Catedral Gutier Gonzálvez. Fue fundada en el año 1411 y entregada por el cabildo catedralicio para poder ser utilizada como panteón familiar por el caballero veinticuatro de Córdoba Fernán Gómez de Herrera, mayordomo del condestable Ruy López de Ávalos. Ambos participaron en la toma de Antequera, ocurrida en 1411. Tras ser fundada, la capilla tomó el nombre de San Matías.
El obispo franciscano fray Alfonso de Salizanes y Medina (1675-1685) decidió edificar la nueva capilla de la Concepción de Salizanes o del Santísimo Sacramento de la Mezquita-Catedral donde hasta entonces se hallaba la capilla del Baptisterio. Entonces se decide el traslado a la capilla de San Matías, hecho visible en una inscripción colocada en la reja de entrada que posibilita el paso a la capilla. La adaptación de esta capilla al baptisterio borró toda huella de sus primeras fundaciones.
El obispo Marcelino Siuri encarga la pila bautismal de jaspe negro en 1723 con concha interior de alabastro y tapadera de madera tallada y dorada. El retablo pintado en la pared fue realizado por Pedro Moreno.

## Descripción
Tiene planta rectangular y está cubierta por un artesonado que diseñó especialmente para ella el arquitecto Ricardo Velázquez Bosco. La pila sacramental del bautismo se halla colocada en el centro de la capilla y fue realizada en jaspe negro, concha interior de alabastro y tapadera de madera tallada y dorada durante el obispado de Marcelino Siuri, en 1723.
El retablo de la capilla, situado en el muro derecho, está todo él pintado al fresco, representa arquitecturas simuladas, como columnas salomónicas, y fue realizado por el artista Pedro Moreno. De los tres cuerpos estructurales, el ático del retablo presenta un escudo ovalado, el intermedio un luminoso parque celestial y en el más inferior se encuentra una representación del Padre Eterno, que recibe de labios de un etíope unos sencillos versos. Entre el ático y el cuerpo intermedio del retablo una inscripción contiene un pasaje de un salmo: «Pluviam voluntariam segregavis Deus heretati tuae».
En el muro frontero a la reja de ingreso cuelga un lienzo firmado por Vicente Carducho en el que se representa la Aparición de la Virgen y San Pedro a los discípulos de San Hugo.